# Рождественская, Жанна Германовна
Жа́нна Ге́рмановна Рожде́ственская (род. 23 ноября 1950, Ртищево, Саратовская область) — советская и российская певица, заслуженная артистка Российской Федерации (2011), известная как исполнительница советских киношлягеров («Позвони мне, позвони», «Гадалка» и др.). Диапазон голоса составляет 4 октавы.
Мать певицы Ольги Рождественской.

## Биография
Родилась 23 ноября 1950 года в городе Ртищево Саратовской области. Занималась пением с детства. Окончила Ртищевскую музыкальную школу, где считалась одной из лучших учениц школы. В 1970 году с успехом окончила Саратовское музыкальное училище по специальности теория музыки и композиции.
С 1971 по 1973 год руководила ВИА «Поющие сердца» Саратовской филармонии, в котором была также солисткой, играла на электрооргане и фортепиано. Была приглашена режиссёром Львом Гореликом в руководимый им «Саратовский театр миниатюр» в эстрадный мюзикл «Не телефонный это разговор…». Жена Горелика, окончившая консерваторию по классу вокала, несколько лет занималась с Жанной пением. Затем с музыкантами театра Жанна организовала фольклорный ансамбль «Саратовские гармошки», в составе которого в 1975 году стала дипломанткой 5-го Всесоюзного конкурса артистов эстрады. Получив приглашение работать в столице, вместе с ансамблем переезжает в Москву, где работает сначала в «Союзгосцирке» (благодаря которому получает прописку), а затем в «Московском мюзик-холле».
В 1976 году Жанна завоевала 1-ю премию на Международном конкурсе политической песни в Сочи «Красная гвоздика», исполнив арию Звезды из рок-оперы «Звезда и смерть Хоакина Мурьеты»[уточнить] Алексея Рыбникова, а в 1978 году участвует уже в записи оперы на пластинку, исполнив партии Звезды и Тересы.
В 1979 году принимает участие в записи на пластинку другой знаменитой рок-оперы Алексея Рыбникова — «Юнона и Авось»; исполненная ария Пресвятой Девы, в которой Жанна достигает верхней ми-бемоль третьей октавы, так и осталась непревзойдённой, и в последующих постановках использовалась именно эта фонограмма. Кроме того, Жанна часто сотрудничает с «Мосфильмом», исполняя песни к кинофильмам.
С начала 1980-х годов работала в Росконцерте, в 1981 году исполнила песни для художественного фильма «Карнавал». Четыре года подряд (1980—1983) Жанна входила в пятёрку лучших певиц СССР хит-парада «Звуковая дорожка». При этом Жанну периодически вырезали из эфиров телепередач (впоследствии оказалось, что певицу включили в «чёрный список»), а её имя не указывали в титрах кинофильмов с её вокалом.
В 1990-е годы осталась без работы, но благодаря Алексею Рыбникову устроилась педагогом по вокалу в «Московский театр клоунады», где работает по настоящее время. Иногда выступает в сборных концертах.
В 2002 году вместе с дочерью Ольгой участвовала в записи новой версии рок-оперы «Юнона и Авось».
В конце 2008 года приняла участие в новой версии рок-оперы «Звезда и смерть Хоакина Мурьеты», где отвечала за постановку вокальных номеров. Роль Хоакина исполнил Дмитрий Колдун, а роль его возлюбленной Тересы — Светлана Светикова. Премьера новой постановки рок-оперы состоялась 27 ноября 2008 года в Москве, в концертном зале «Мир».
В 2015 году стала одним из наставников российского телепроекта «Главная сцена».
Проживает в Москве.

### Семья
Была замужем за барабанщиком Сергеем Петровичем Акимовым, с которым познакомилась во время учёбы в Саратовском музыкальном училище, но развелась вскоре после рождения дочери певицы Ольги Рождественской. Есть внук Никита (1988).
Сестра оперного певца и основателя клуба «Бард-ретро» Олега Рождественского (20 декабря 1953 — 12 декабря 2009).
Вопреки расхожему мнению, не состояла в родстве с поэтом Робертом Рождественским, песни на стихи которого она исполняла.

## Награды
- 2011 — заслуженная артистка Российской Федерации (25 апреля)[2] — за заслуги в области искусства.

## Фильмография
- 1976 — Мама

«Песня о маме»
- 1977 — Волшебный голос Джельсомино

«Песня лошади»
«Песня о правде»
«Песня тетушки»
«Погоди, король»
«Странная страна»
- 1977 — Диалог

«Дай нам сил, Земля»
- 1977 — Про Красную Шапочку

«Песня волчицы»
- 1977 — Служебный роман

Пролог
- 1978 — 31 июня

«Песня Леди Джейн»
«Песня Куини (Хэппи-энд)»
- 1979 — Мой ласковый и нежный зверь

Вальс
- 1979 — Тот самый Мюнхгаузен

«Песня Берты»
- 1979 — Ах, водевиль, водевиль…

«Гадалка»
«Ты всё поймёшь»
«Ты не верь, что стерпится…» (в дуэте с Людмилой Лариной)
«Песня о любопытстве»
«Песня шута»
- 1981 — Всё наоборот

«Двух дорог пересечение»
«Мы ищем жилплощадь»
«У нас всё будет по-другому»
- 1981 — Карнавал

«Позвони мне, позвони»
«Пусть не меркнут огни ваших глаз»
«Спасибо, жизнь»
- 1981 — Приказ: огонь не открывать

«Если б не было войны»
- 1981 — Проданный смех

«Матросик»
- 1982 — Звезда и смерть Хоакина Мурьеты
- 1982 — Чародеи

«Подойду я к зеркалу»
«Только сердцу не прикажешь»
- 1988 — Приключения Арслана
- 1999 — Транзит для дьявола

## Озвучивание мультфильмов
- 1980 — Пиф-паф, ой-ой-ой! (мультфильм)
- 1984 — Контакты… конфликты… (мультфильм, 1-й выпуск)
- 1996 — Короли и капуста (мультфильм)
- 2009 — День рождения Алисы (мультфильм)

## Дискография

### Пластинки ВСГ «Мелодия»
- 1978 — М52 40887-88 Песни из к/ф «Про Красную Шапочку» (муз. А. Рыбникова, сл. Ю. Михайлова)

Необитаемый остров (совместно с Олей Рождественской) 

Песня Волчицы
- 1978 Кругозор № 8 — 1978

1. Дай нам сил, Земля (А. Рыбников — П. Грушко)
2. Мне нравится слон (Б. Савельев — А. Милн)

- 1978 — С60 11191-94 (2LP) Звезда и смерть Хоакина Мурьеты Музыкальный спектакль (муз. А. Рыбникова, либретто Павла Грушко) По мотивам драматической кантаты Пабло Неруды.

Звезда, Тереса, Девица — Жанна Рождественская
- 1979 — М52 41675-76 (7"EP) Звуковые страницы детского журнала «Колобок»

Книжкин дом (А.Рыбников —- Ю.Энтин) — Жанна и Оля Рождественские, Гарри Бардин
- 1979 — С50 12493-94 (LP) Я и мама. Песни Б.Савельева исполняют Жанна и Оля Рождественские

1. Выйдет девочка из дома (М. Танич)
2. Я и мама (О.Дриз, перевод Г. Сапгира)
3. Алёна (Гийевик, перевод М. Кудинова)
4. Юла (О. Дриз, перевод Б. Заходера)
5. Тишина (Ю.Коринец)
6. Настоящий друг (М. Пляцковский)
7. Вот бы стать мне, друзья (М. Пляцковский)
8. Слон (А. Милн, перевод С. Маршака)
9. Если б я стал королём (А. Милн, перевод С. Маршака)
10. Подарок (В. Данько)
11. Синица (Ш.Веериша, перевод И. Мазнина)
12. Когда я вижу дочь свою (Ф.Иванов)

- 1980 — C62 13275-76 (7"EP) Песни Александры Пахмутовой

Добрая сказка (А. Пахмутова — Н. Добронравов) — Жанна и Оля Рождественские
- 1980 — С60 13951-52 (LP) Песни из телефильма «31 июня» (муз. А. Зацепина, сл. Л. Дербенёва)

Хэппи энд (совместно с группой «Аракс»)
- 1981 — C62 16079-80 (7"EP) Жанна Рождественская

1. Так будет в мире всегда (А. Зацепин — Р. Казакова, Л. Дербенев)
2. Сказочный мир (А. Зацепин — Ю. Энтин)
3. Ни слова не скажу (Ж. Рождественская — С. Гершанова)
4. Эти летние дожди (М. Минков — С. Кирсанов)

- 1982 — С50-16611-12 Происшествие в стране Мульти-Пульти музыкальная сказка
- 1982 — С60 17531 Песни Льва Ошанина запись с анс. Мелодия п.у. Г.Гараняна

Опять глаза (А.Мажуков — Л.Ошанин)
- 1982 — C62 18221-22 (7") Песни из кинофильма «Карнавал» (муз. М. Дунаевского, сл. Р. Рождественского)

Спасибо, жизнь (запись с анс. Мелодия п.у. Г.Гараняна)
- 1982 — С60 18627-30 (2LP) Юнона и Авось Опера (муз. А. Рыбникова, либретто А. Вознесенского). Запись 1979 года

Голос Богоматери — Жанна Рождественская
- 1983 — С60 19281 005 Парад планет (песни Марка Минкова). Запись 1983 года

Скажи мне что-нибудь (М.Минков — Р.Рождественский)
- 1983 — С60 19265-70 (3LP) Д’Артаньян и три мушкетера Мюзикл (муз. М. Дунаевского, либретто Ю. Ряшенцева). Запись 1981 года.

Королева — Жанна Рождественская
- 1983 — С62 19601 001 Четыре песни в стиле ретро

1. Судьбу не упрекай (Н.Богословский, М.Филипп-Жерар — М.Львовский)
2. Памяти Эдит Пиаф (Н. Богословский, М. Филипп-Жерар — М. Львовский)

- 1983 — С60 19433 009 Плоская планета (песни на стихи Леонида Дербенёва) ансамбль «Фестиваль» — запись 1983 года.

Гадалка (М. Дунаевский — Л. Дербенёв)
- 1983 — С60 19527 007 Не люблю прощания (песни на музыку Игоря Якушенко).

Запомни (И. Якушенко — Л. Завальнюк)
- 1983 — С62-19603-000 Песня любви (песни на музыку А. Мажукова).

Свет в окне (А. Мажуков — Г. Горбовский)
- 1983 — С60-20065-003 Ты к небу не ревнуй меня (песни на музыку Л. Афанасьева).

Я или ты (Л. Афанасьев — Е. Долматовский)
- 1984 — С60-20755-005 Представь себе (песни из к/ф «Чародеи»).

1. Подойду к зеркалу (Е. Крылатов — Л. Дербенев)
2. Только сердцу не прикажешь (Е. Крылатов — Л. Дербенев)

- 1984 — C60-20897-000 Два портрета (А. Журбин)

1. Красною кистью (А. Журбин — М. Цветаева)
2. Кто создан из камня, кто создан из глины (А. Журбин — М. Цветаева)
3. В огромном городе моем — ночь (А. Журбин — М. Цветаева)
4. Зверю берлога (А. Журбин — М. Цветаева)
5. У меня в Москве — купола горят (А. Журбин — М. Цветаева)
6. Значит не надо (А. Журбин — М. Цветаева)
7. Идешь на меня похожий (А. Журбин — М. Цветаева)

запись с ансамблем «Бумеранг»
- 1984 С60 — 20929-006 Земля — звезда

Песня о лебеде (Т. Мухамеджанов — Т. Зульфикаров)
- 1985 — С60 22721-006 Валерий Золотухин. Любовь и ненависть(поэтория В. Гроховского на стихи Д. Костюрина).

Ж.Рождественская, А.Кузнецов (гитара), инстр. ансамбль
- 1985 — С60 23029-000 Тепло Земли Вокально-инструментальная сюита (муз. Э. Артемьева, стихи Ю. Рытхэу (совместно с группой «Бумеранг»). Запись 1985 года.

1. Рождение Земли
2. Кто я?
3. Тепло Земли
4. На берегу млечного пути
5. Прощание
6. Ожидание
7. Рэккены
8. Надежда
9. Гимн человеку

- 1990 — С60 30387 000 Давай дружище, помечтаем (песни Леонида Афанасьева)

Друг для друга (Л. Афанасьев — Т. Ульянова)
- 1990 — С60 31491 003 Песни С. Гершановой

Омут (Ж. Рождественская — С. Гершанова)

### Компакт-диски
- 1999 CD Тепло Земли Вокально-инструментальный цикл. «Musea»: 1999, FGBG 4309. AR(Франция).
- 2003 CD Алексей Рыбников — Андрей Вознесенский «Юнона и Авось». Новая современная версия легендарной рок-оперы.
- 2003 CD Андрей Семёнов. «Новогодняя пластинка». Музыка и песни для кремлёвских ёлок

Память земли. Исполняет Жанна Рождественская и Лолита Семенина.
- 2004 CD Сказки братьев Гримм и Шарля Перро. Читает Жанна Рождественская и другие.
- 2006 CD А. Журбин «Два портрета» вокальный цикл на стихи М. Цветаевой и В. Хлебникова исполняют Жанна Рождественская и Виктор Кривонос, ансамбль «Бумеранг», струнная группа оркестра Гостелерадио под управлением П. Овсянникова.

1. Красною кистью
2. Кто создан из камня, кто создан из глины
3. В огромном городе моём — ночь
4. Зверю — берлога
5. У меня в Москве купола горят (из стихов «К Блоку»)
6. Значит не надо… (из «Поэмы конца»)
7. Идёшь, на меня похожий
8. Бобэоби пелись губы
9. Точит деревья и тихо течёт
10. Смейево, смейево
11. Когда умирают кони — они дышат.

- 2007 CD Происшествие в стране Мульти-Пульти! Оля и Жанна Рождественские, вокально-инструментальный ансамбль «Акварели» (руководитель А. Тартаковский), инструментальный ансамбль «Мелодия» (руководитель Г. Гаранян).
- 2007 5CD Золотой век русского романса.

1. Безумная (А. Дерфельдт, В. Биллинг — И. Козлов)
2. Бывало (А. Варламов, М. Виельгорский — И. Мятлев)
3. Живой мертвец (А. Пушкин — И. Геништа)
4. Молитва (В минуту жизни трудную…, сл. М. Лермонтова)
5. На раздолье небес (На раздолье небес светит ярко луна…, сл. Н. Щербины)
6. Не говори, что сердцу больно (М. Глинка — Н. Павлов)
7. Не искушай меня без нужды… (М. Глинка и др. — Е. Баратынский)
8. Не называй её небесной (М. Глинка — Н. Павлов)
9. Нищая (А. Алябьев — Д. Ленский)
10. Отвернитесь, не глядите… (А. Гурилев — С. Любецкий)
11. Скажи, о чём ты умоляешь…
12. Скажите мне, зачем пылают розы… (сл. А. Бестужева-Марлинского)
13. Тоска (Не знаю я, кого, чего ищу…, М. Бернард — П. Вяземский)
14. Тоска по милому (сл. В. Жуковского — З. Волконская)
15. Ты желал, чтоб я любила… (А. Сумароков — неизвестный)
16. Хотя вели мы часто разговоры…
17. Шестнадцать лет (А. Даргомыжский — А. Дельвиг, из М. Клаудиуса)
18. Я все ещё его люблю (А. Даргомыжский и др. — Ю. Жадовская)

- 2009 CD Юнона и Авось. Рок-опера А. Рыбникова

1. Пролог
2. Отпевание
3. «Я тебя никогда не забуду» (романс)
4. «Душой я бешено устал» (ария Резанова)
5. Сцена в церкви, молитва
6. Ария Пресвятой Девы
7. Песня моряков «Авось»
8. Плавание
9. Прибытие в Америку
10. Сцена на балу
11. Белый шиповник
12. Ночь в спальне Кончиты
13. «Ангел, стань человеком» (ария Резанова)
14. Дуэль с Федерико
15. Помолвка
16. «Принесите мне карты открытий» (монолог Резанова)
17. «Воздайте Господу…» (хор и сцена)
18. Ожидание Кончиты (сцена в келье)
19. Финал
20. «Аллилуйя» (эпилог).